# أربوسية
الأربوسية (الاسم العلمي: Erebidae) هي فصيلة من الحشرات تتبع رتبة حرشفيات الأجنحة من طائفة الحشرات.

## التصنيف
- أسرة الأربوساوات
  - الأربوساوية
    - الأربوسة
- أسرة المتلافاوات
  - المتلافاوية
    - المتلافة

  - الأورجياوية
    - الأورجية
    - الدشيرة
- أسرة الهرمناوات
  - الهرمنية
  - الخصلاء